# آتيبان بن أبتيمتاح

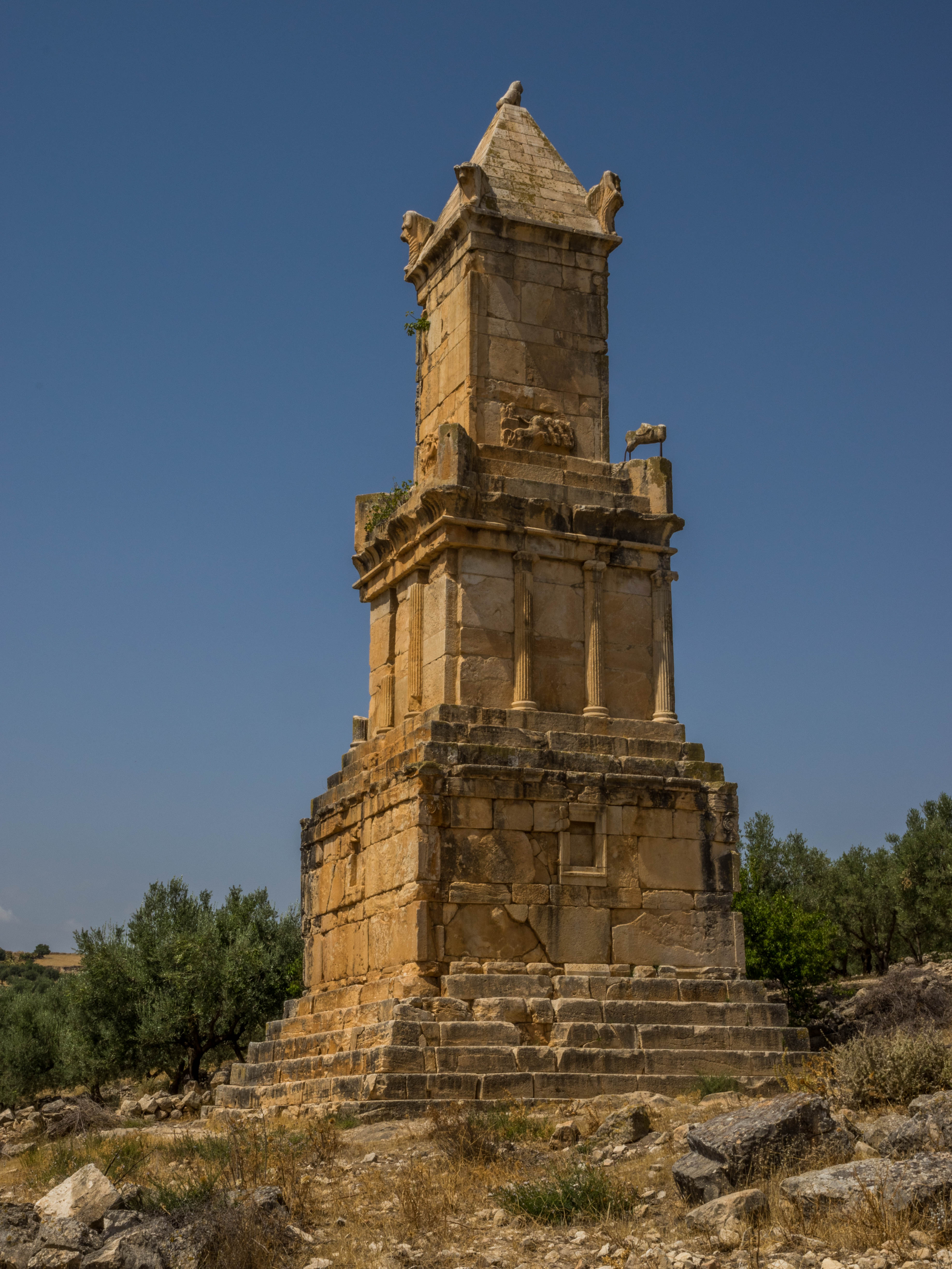
ضريح آتيبان بن أبتيمتاح

آتيبان بن أبتيمتاح هو أمير من أمراء نوميديا، عاشن بين القرن 3 ق م والقرن 2 قبل الميلاد. ولا يزال ضريحه موجودا إلى الآن ب مدينة دقة (تونس) الأثريّة.